# Fuego (programma televisivo)
Fuego! è stato un programma televisivo italiano di genere rotocalco, in onda su Italia 1 dal 8 settembre 1997 al 29 giugno 2000, per 3 edizioni, la trasmissione è stata mandata in onda dal lunedì al venerdì, con orario d'inizio dapprima dalle ore 19:05, poi, per gli scarsi ascolti , spostato alle ore 15:00, a partire dal 8 ottobre 1997.

## Il programma
Si trattava di un rotocalco di intrattenimento e attualità, indirizzato soprattutto al mondo dei giovani. La prima stagione è stata condotta da Alessia Marcuzzi, le seguenti rispettivamente da Tamara Donà e Daniele Bossari. Il regista era Lele Biscussi, mentre Francesca Fogar ne era l'autrice. 
La prima edizione andò in onda dall'8 settembre 1997 al 27 luglio 1998, la seconda dal 14 settembre 1998 al 23 luglio 1999, la terza dal 20 settembre 1999 al 30 giugno 2000.
In ogni stagione venivano realizzate varie puntate "speciali", di solito monografiche e collocate in orario differente dal consueto: tra esse si può menzionare quella dedicata al Giffoni Film Festival del 27 luglio 1998 alle 19:00.
La sigla del programma era una parte strumentale della canzone Eres tierra de sol di Natalia Estrada.